# Јурал
Јурал (итал. Rojàl) је насељено место у Републици Хрватској у Истарској жупанији. Административно је у саставу општине Канфанар.

## Историја
До територијалне реорганизације У Хрватској налазило се у саставу старе општине Ровињ.
У насељу постоји црква Свете Маргарете из 1697. године.

## Становништво
Према попису становништва из 2011. године у насељу Јурал било је 20 становника који су живели у 8 породичних домаћинстава.
Кретање броја становника по пописима 1857—2001.
| година пописа   | 1857. | 1869. | 1880. | 1890. | 1900. | 1910. | 1921. | 1931. | 1948. | 1953. | 1961. | 1971. | 1981. | 1991. | 2001. | 2011. |
| Број становника | 0     | 0     | 81    | 74    | 70    | 70    | 0     | 0     | 69    | 41    | 43    | 24    | 20    | 12    | 15    | 20    |

Напомена: У 1857. 1869. и 1931, подаци су садржани у насељу Мргани, а 1921 у насељу Барат. Од 1880. до 1910. исказивано под именом Ројал.